# Ziraldo Alves Pinto
Ziraldo Alves Pinto   (Caratinga, 24 d'octubre de 1932 - Rio de Janeiro, 6 d'abril de 2024) va ser un dibuixant de còmics, humorista gràfic, caricaturista, cartellista, pintor, dramaturg, poeta, cronista, periodista i activista polític brasiler. Va ser el creador de personatges famosos al seu país, com el Menino Maluquinho, i un dels mes destacats escriptors de literatura infantil.

## Carrera
Ziraldo tenia sis germans. Va criar-se a Caratinga, a l'estat de Minas Gerais - tret de dos anys que va passar a Rio de Janeiro. Va cursar Dret a la Universidade Federal de Minas Gerais, on es va gradurar el 1957. L'any 2016 rebria la Medalla d'Honor d'aquesta institució.
Abans, el 1954, ja havia començat a treballar en el diari Folha da Manhã (l'actual Folha de S. Paulo), amb una columna dedicada a l'humor. Va guanyar notorietat nacional quan es va incorporar a la revista O Cruzeiro el 1957 i, posteriorment, al Jornal do Brasil, el 1963. D'aquella etapa són els seus personatges Jeremias, o Bom; Supermãe i Mirinho.
En 1960 va llançar la primera revista de còmic brasilera creada per un únic autor, la Turma do Pererê, que també va ser el primer còmic a color totalment produït al Brasil. Tot i la aconseguir un dels millors registres de vendes de l'època, la Turma del Pererê va ser cancel·lada el 1964, poc després d'iniciar-se el règim militar en el Brasil. Als anys 70, l'Editora Abril va rellançar la revista, però sense l'èxit inicial.

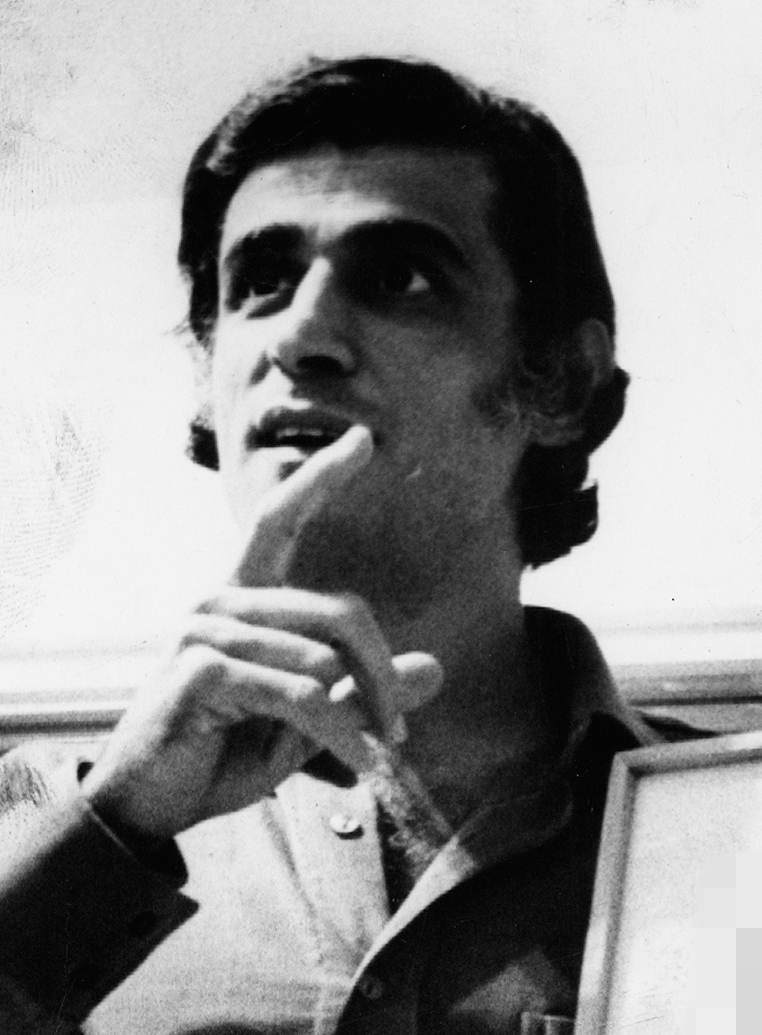
Ziraldo, 1971.

Ziraldo va ser fundador i posteriorment director del periòdic O Pasquim, tabloide d'oposició a la dictadura. Per aquest motiu, Ziraldo va ser empresonat un dia després de la promulgació del AI-5. El 5 d'abril de 2008, Ziraldo va obtenir el seu procés judicial d'amnistia per aquella condemna, on va ser indemnitzat amb més d'1 milió de reals, més una pensió vitalícia de prop de 4.300 reals.
El 1980, va llançar el llibre O Menino Maluquinho (traduïble al català com "El nen esbojarrat"), el seu major èxit editorial, que més tard va ser adaptat per a televisió i cinema, a més d'una sèrie de còmics. Les il·lustracions de Ziraldo van ser publicades en mitjans internacionals del Regne Unit, França o els Estats Units.
El 1993, en la V edició dels Trofeus HQ Mix, va rebre el guardó de Gran Mestre del còmic brasiler. El 1999 va inaugurar dues noves revistes: Bundas i A Palavra. L'any 2000 s'involucrà en el projecte Oficinas do Texto, una iniciativa per promoure la coautoria de llibres.

## Posicions polítiques
Ziraldo és una figura pública lligada l'esquerra. Va ser membre del Partit Comunista Brasiler (PCB) juntament amb amics com l'arquitecte Oscar Niemeyer. Després de la reinstauració democràtica al país, va vincular-se a diversos partits socialistes, com el PPS, el PSOL o el PT.

## Controvèrsies

### Malversació
El 31 de març de 2011, Ziraldo, el seu germà Zélio i 9 persones més van ser condemnats per dos casos de malversació, durant la realització el 2003 del primer Festival Internacional de l'Humor Gràfic d'Iguaçú. Segons la sentència, va haver-hi contractacions sense licitació i pagaments duplicats. El 24 de novembre de 2011, la pena de Ziraldo va ser fixada en dos anys, dos mesos i 20 dies de reclusió, a més del pagament d'una multa de prop de 87,3 mil reals. El jutge va substituir la presó per prestació de servei a la comunitat o entitats públiques, més el pagament d'un salari mínim mensual pel mateix període de la pena.

### Homofòbia
En diverses ocasions, Ziraldo ha fet manifestacions que han estat considerades homòfobes. Va considerar que la presència d'homosexuals a les sèries de televisió brasileres estaven sobredimensionades. També va criticar artistes que feien «apologia de l'afecte homosexual». Va posar l'exemple de l'obra Grande Sertão: Veredas (Guimarães Rosa, 1956), on els personatges no assumeixen públicament la seva homosexualitat.

## Vida personal

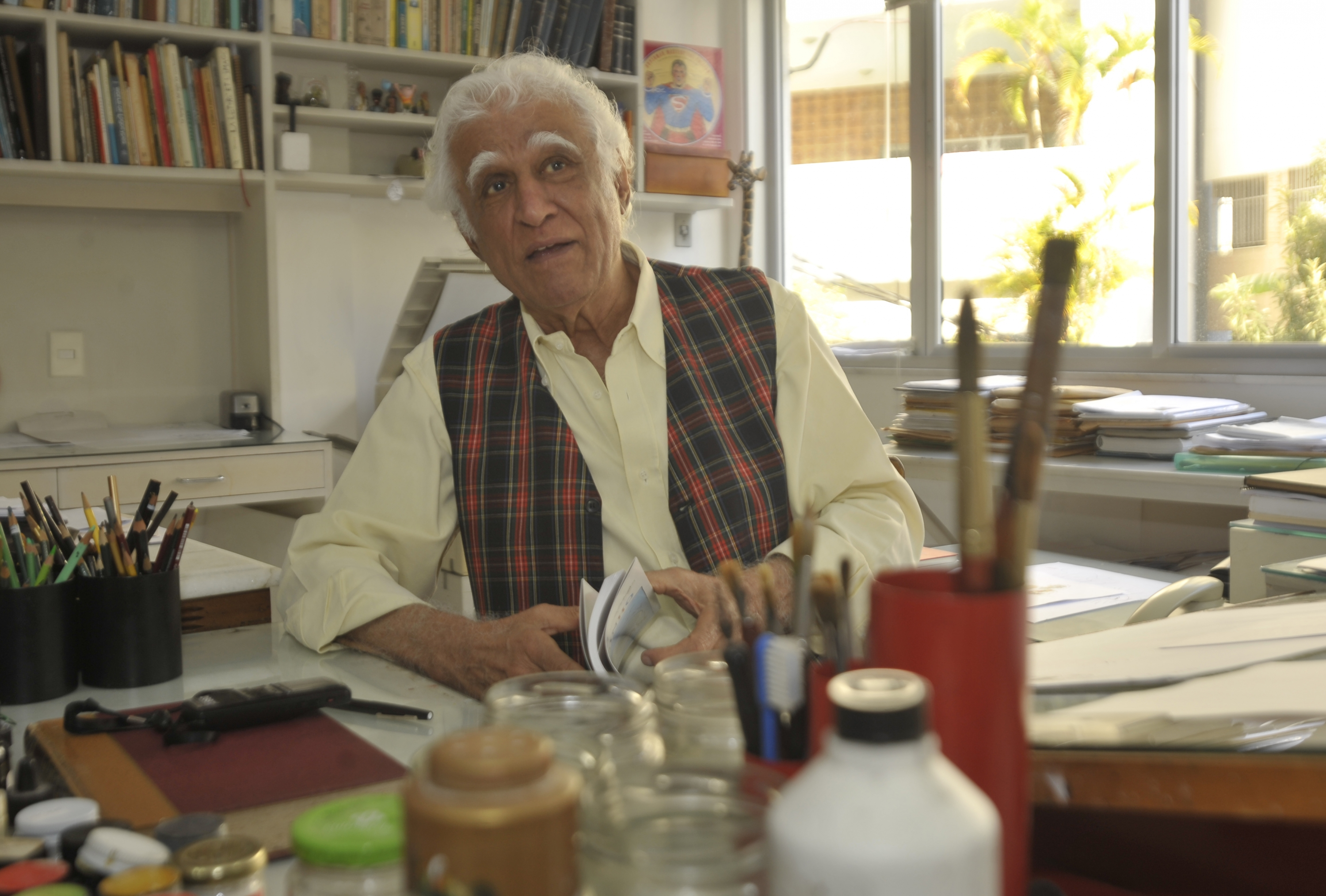
Al seu despatx, 2013.

El dibuixant va tenir tres fills (Daniela, Antônio i Fabrízia) amb la seva primera muller, Vilma Gontijo Alves Pinto, amb la que va estar casat entre 1958 i 2000, quan na Vilma va patir un infart mentre dormia, als 66 anys. Ziraldo va casar-se de nou, el 2002, amb Márcia Martins da Silva.
Ziraldo va ser fumador durant quaranta anys, no obstant va aconseguir abandonar el vici. El 2013 va haver de ser sotmès a un cateterisme mentre es trobava a Frankfurt en un esdeveniment literari. El 2018, va patir un accident vascular cerebral, va haver de ser internat a la UCI i s'estigué un mes hospitalitzat abans de rebre l'alta mèdica.

## Obres i creacions
- O Menino do Rio Doce
- Prêmio Galo de Ouro (trofeig dissenyat pel Festival Internacional de la Cançó)
- A supermãe
- Flicts
- O Aspite
- Turma do Pererê
- O Menino Maluquinho
- O Bichinho da Maçã
- Tia Nota Dez
- A Fábula das Três Cores
- O Joelho Juvenal
- O Menino da Lua
- Menina das Estrelas
- O Planeta Lilás
- Uma Professora Muito Maluquinha
- Vito Grandam
- O Menino e seu Amigo
- Jeremias, o Bom
- Queremos Paz
- O Menino Quadradinho
- Almanaque Maluquinho
- Os dez amigos
- Rolim
- O Olho do Consumidor
- Menina Nina
- Lili no Mundo da Lua
- Noções de Coisas
- Pra Boi Dormir (il·lustrador)

## Premis
| Any  | Premi                             | Categoria | Obra                 | Resultat  |
| ---- | --------------------------------- | --------- | -------------------- | --------- |
| 1980 | Premi Jabuti de Literatura        | Infantil  | O menino maluquinho  | Guanyador |
| 1996 | Trofeu HQ Mix                     |           |                      | Guanyador |
| 2004 | Premi Hans Christian Andersen     |           | Flicts               | Guanyador |
| 2005 | Orde del Mèrit Cultural           |           |                      | Guanyador |
| 2008 | Premi Iberoamericà d'Humor Gràfic |           |                      | Guanyador |
| 2012 | Premi Jabuti de Literatura        | Infantil  | Os meninos do espaço | Nominat   |